# Статуя Уильяма Г. Сьюарда
Статуя Уильяма Г. Сьюарда (англ. Statue of William H. Seward) — памятник американскому государственному деятелю, госсекретарю США (1861—1869), соратнику Авраама Линкольна Уильяму Генри Сьюарду, с именем которого связана покупка Аляски у Российской империи.
Расположена в Волонтер-парке близ Капитолийского холма в Сиэтле, штат Вашингтон, США. Памятник был открыт 10 сентября 1909 года на Тихоокеанской выставке Аляска-Юкон, в следующем году перенесен в Волонтер-парк в Сиэтл.
Автор памятника — Ричард Э. Брукс (1865—1919). Бронзовая статуя имеет высоту почти 3 м и весит около 1 тонны. Установлена на пьедестале высотой 3 м на 3,3 м из привезенного из-за границы гранита. Статуя Сьюарда была открыта перед зданием штата Нью-Йорк, поскольку строение было точной копией особняка Сьюарда в Оберне, штат Нью-Йорк.
Сооружён на частные пожертвования и стоил $15 000.